# Глухівська сотня
Глухівська сотня — бойовий підрозділ Борзнянського полку в 1648 році та адміністративно-територіальна і військова одиниця Ніжинського полку Гетьманщини в 1654—1663 та 1665—1782 роках. Сотня мала столичний статус з 1709 по 1782 роки під час Глухівського періоду в історії України.

## Історія
Виникла однією з перших в 1648 році, як бойовий підрозділ Борзнянського полку. Через рік — за Зборівською угодою 1649 р. була ліквідована.
Відновлюється на початку 1654 р. вже у складі Ніжинського полку. До Глухівської сотні тоді належали місто Глухів та села Береза, Уланове, Спаське, Ікрин, Клин, Литвиновичі, Некрасів, Полошки, Сварків. До 1648 р. Глухів був центром Глухівської волості (округу) Новгородського повіту Чернігівського воєводства.

### Глухівський полк

Герб Глухівського полку

Гетьман Іван Брюховецький у 1663 році на два роки утворює окремий Глухівський полк у складі Глухівської, Ямпільської, Воронізької, Коропської, Новомлинської та Кролевецької сотень. Очолювали полк полковники Кирило Гуляницький (1663—1664 pp.) та Василь Черкашениця (1664—1665 pp.). У 1665 р. полк ліквідовано, а сотні знову повернуто до Ніжинського полку, у тому числі і Глухівську.

## Особливості
Глухівська сотня в період, коли Глухів був резиденцією гетьманів Лівобережної України та місцем перебування Малоросійських колегій, охороняла урядові установи. У Глухові розміщувалось сотенне правління. Також сотня у походах перебувала при гетьмані — «під бунчуком». За правління гетьмана Данила Апостола, наприклад ніжинському полковнику було заборонено втручатися у справи так званих засеймських сотень, а загальним управління ними здійснював глухівський сотник.
Глухівські сотники нерідко отримували посади у гетьманському уряді. Так, наприклад, Андрій Маркович став лубенським полковником.

## Географія
Глухівська сотня разом з Новомлинською, Кролевецькою, Коропською, Воронізькою та Ямпільською сотнями, входила до так званих засеймських сотень. Вона займала найбільшу територію Ніжинського полку з центром у м. Глухові.
Сотня територіально розташовувалась від правого берега р. Клевені, на обох берегах р. Есмані і частково до правого берега р. Сейм, а також територію у верхів'ях річок Шостки, Свіси та Івоти.

## Сотники
Найбільш відомі родини сотенних урядовців — Уманці та Жураховські.
Першим сотником був Юрій Годун. В перший період визвольної війни Глухівська сотня козаків діє на чолі з сотниками Сахном і Чорним Лихом.

## 1725 рік
В 1725 році за інформацією статті «Личный состав малороссийской козацкой старшины в 1725 году» в журналі «Киевская старина» (№ 7-8 в 1904 році) до керівного складу Глухівської сотні входили:
- сотник Іван Мануйлович «сотник правитель в войсковой енералной канцелярии»;
- отаман Федір Омелянов;
- хоружий Кирило Потапенко;
- осавул Іван Винда;
- писар Остап Евфимов;
- війт Стефан Хмелник. http://www.vostlit.info [Архівовано 6 квітня 2011 у Wayback Machine.][9]

## Населені пункти
- Баничі, село;
- Береза, село;
- Бистрик, село;
- Білокопитова, село;
- Білокопитівський хутір;
- Богданів, село;
- Божок, село;
- Будища, село;
- Велика Слобідка;
- Вихторів, село;
- Волокитине, село;
- Воргол, село;
- В'язенка, село;
- Глухів, місто;
- Глухівського Петропавлівського монастиря слобідка;
- Годунівка, село;
- Дорошівка, село;
- Дубовичі, село;
- Дунаєць, село;
- Заболотове, село;
- Зазірки, село;
- Землянка, село;
- Імшана, село;
- Калашинівка, село;
- Камінь, село;
- Кочерги, село;
- Кубарів, хутір;
- Кучерівка, село;
- Лавра, хутір;
- Лавранські хутори;
- Лебедишин хутір;
- Литвиновичі, село;
- Локня, село;
- Ломленський хутір;
- Мала Слобідка;
- Марчишина Буда, село;
- Мацкове, село;
- Микитівка, хутір;
- Морозівка, село;
- Нутин, село;
- Недбаїв хутір;
- Некрасове, село;
- Нова Гребля, село;
- Обложки, село;
- Паліївка, село;
- Погребки, село;
- Полошки, село;
- Потапівка, село;
- Родіонівка, хутір;
- Ротівка, село;
- Рубанівка, хутір;
- Руденка, село;
- Саблукова, хутір;
- Сваркове, село;
- Семенівка, село;
- Симонівка, хутір;
- Симонівка, слобідка;
- Сліпорід, село;
- Слоут, село;
- Собичеве, село;
- Собичівська слобідка;
- Сонний Хутір;
- Сопич, село;
- Спаське, село;
- Степанівка, хутір;
- Студьонок, село;
- Тулиголове, село;
- Уздиця, село;
- Уланове, село;
- Хижки, село;
- Ховзівка, село;
- Холопкове, село;
- Хотминівка, село;
- Хохлівка, село;
- хутір біля с Чуйківки;
- Черневе, село;
- Чортория, село;
- Чуйківка, село;
- Шостка, село;
- Щебри, село;
- Щербинівка, хутір;
- Юрасівка, село;
- Юрасівка, хутір;
- Ярославець, село;
- Ясмань, село;
- Яструбщина, село.